# New Horizons Film Festival
Il New Horizons Film Festival (Nowe Horyzonty) è un festival cinematografico che si svolge ogni anno nel mese di luglio, a partire dal 2001 a Breslavia in Polonia.

## Vincitori New Horizons Festival
| Anno | Titolo                             | Regista                    | Paese                        |
| ---- | ---------------------------------- | -------------------------- | ---------------------------- |
| 2002 | Paradox Lake                       | Przemysław Reut            | Stati Uniti / Polonia        |
| 2003 | Dolls                              | Takeshi Kitano             | Giappone                     |
| 2004 | Le ricamatrici (Brodeuses)         | Éléonore Faucher           | Francia                      |
| 2005 | Tarnation                          | Jonathan Caouette          | Stati Uniti                  |
| 2006 | La sagrada familia                 | Sebastián Lelio            | Cile                         |
| 2007 | Potosi, le temps du voyage         | Ron Havilio                | Francia Israele              |
| 2008 | Rain of the Children               | Vincent Ward               | Nuova Zelanda                |
| 2009 | Hunger                             | Steve McQueen              | Regno Unito / Irlanda        |
| 2010 | Mundane History                    | Anocha Suwichakornpong     | Thailandia                   |
| 2011 | Attenberg                          | Athina Rachel Tsangari     | Grecia                       |
| 2012 | Thursday till Sunday               | Dominga Sotomayor Castillo | Cile / Paesi Bassi           |
| 2013 | Celestial Wives of the Meadow Mari | Aleksei Fedorchenko        | Russia                       |
| 2014 | White Shadow                       | Noaz Deshe                 | Italia / Germania / Tanzania |
| 2015 | Lucifer                            | Gust Van den Berghe        | Belgio                       |